# Rongfeng
Rongfeng (kinesiska: 荣丰, 荣丰乡) är en socken i Kina. Den ligger i den autonoma regionen Inre Mongoliet, i den norra delen av landet, omkring 280 kilometer väster om regionhuvudstaden Hohhot.
Genomsnittlig årsnederbörd är 322 millimeter. Den regnigaste månaden är juni, med i genomsnitt 88 mm nederbörd, och den torraste är januari, med 1 mm nederbörd.